# Bierpalast

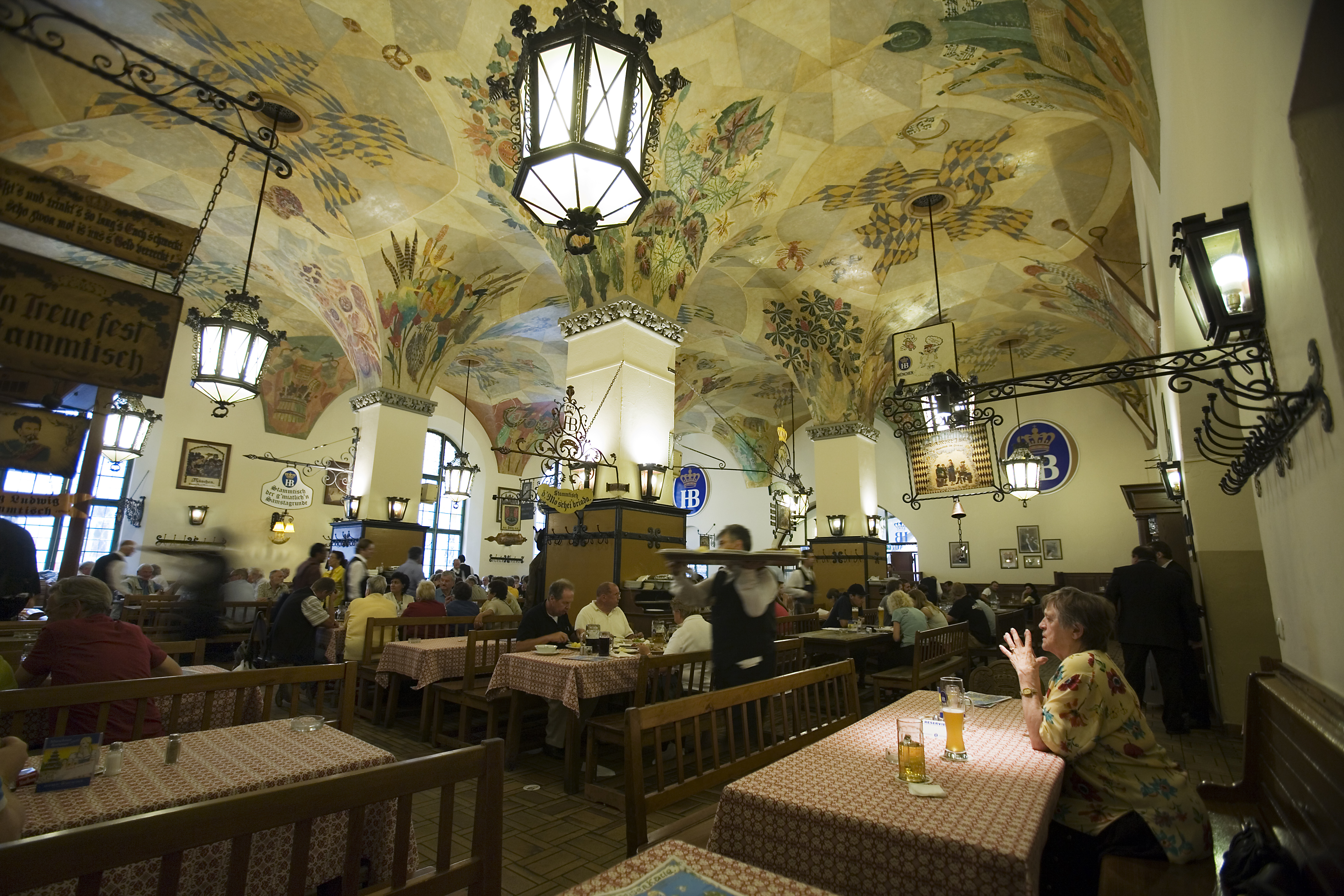
Hofbräuhaus in München

Ein Bierpalast oder eine Bierhalle ist eine Gaststättenform, die besonders im Mitteleuropa des 19. Jahrhunderts populär wurde. In Brauereistädten wie München, Dortmund, Berlin, Graz entstanden Säle von bis zu 1500 m² Fläche, oft bei angeschlossenen Brauereien mit gemütlichen Braustuben (dann auch Bierhaus genannt).
Die Paläste entstanden im Zuge der Romantik, dem aufsteigenden Nationalbewusstsein und dem damit verbundenen Rückgriff auf das Mittelalter, als das Bier als Getränk auch höherer sozialer Schichten akzeptabel wurde. Vor allem die Brauereien errichteten repräsentative Bauten, die in ihrer Größenordnung an Industriegebäude erinnerten und so in der Lage sein sollten, das ganze Volk und alle sozialen Schichten zu beherbergen. Diese Bierhallen wurden dann auch allgemein für Festveranstaltungen genutzt, weil die vorhandenen Festsäle der Gasthäuser herkömmlicher Art nicht mehr ausreichten.
In einem bewusst schlicht gehaltenen historistischen Stil, oft in der Dekoration mit ironisch konnotierten Bezügen auf „altdeutsche“ Trinkgewohnheiten versehen, entwickelten sich diese Gebäude oft zu wichtigen Kennzeichen der Stadt. Dies gilt insbesondere für München: dort entstanden beispielsweise das Hofbräuhaus, der Mathäser als seinerzeit größter Bierausschank der Welt, der Löwenbräukeller oder der Bierpalast bei der Brauerei zum Münchner Kindl.
Bierpaläste waren bis zum Ende des 19. Jahrhunderts populär und führten zum Export der Bauform in das restliche Europa. Um 1900 bremsten gesellschaftliche Veränderungen diesen Trend, bis nach dem Ersten Weltkrieg überhaupt keine neuen Bierpaläste mehr gebaut wurden.